# Carlyle (Saskatchewan)
Carlyle (població en 2011 1,441) és un poble del sud de Saskatchewan, Canadà. Va ser ofert al 'focus Saskatchewan' de Global Saskatoon al 12 de gener de 2014. Aquesta ciutat és l'oficina administrativa de la reserva de la Primera Nació de White Bear que es troba 13 kilòmetres al nord. Aquesta banda índia comprèn membres de les nacions saulteaux, cree, nakota (assiniboines) i dakota.

## Història
Carlyle fou incorporada com a vila en 1902, i com a poble en 1905. Des de 1900 s'hi construí i funcionà una estació de la CPR. La CNR va posar acer al poblat el 28 d'octubre de 1909, i el 7 de juliol de 1910 va arribar el primer passatger al poble. Els primers colons al districte eren principalment d'origen britànic. El nom de Carlyle va ser triat pel primer cap de correus en honor de la neboda de l'historiador i assagista escocès, Thomas Carlyle: la seva neboda i el seu marit es va instal·lar al | districte d'Arcola, i la família hi va establir una granja. Els trens travessaven la vila en 1901 i la població va augmentar de 23 aquell any a gairebé 400 en 1906. En 1941, Carlyle encara tenia al voltant d'aquesta població, però el 1956 la població havia augmentat a 829. Posteriorment, i inusualment per a una petita comunitat a Saskatchewan, la població de Carlyle ha seguit augmentant lentament però constant. La ciutat està a 24 km al sud del Parc Provincial de Moose Mountain. La primera estació de tren de Carlyle actualment alberga el Museu de Relíquies Rovellades.

## Transport
L'aeroport de Carlyle opera al poble.

## Entreteniment
El Bear Claw Casino & Hotel es troba vora Carlyle. El poble també convoca l'únic festival Dickens del Canadà cada desembre des de 2002, Carlyle Dickens Village Festival Arxivat 2012-11-06 a Wayback Machine..
També hi ha el Teatre Cornerstone celebra almenys dos espectacles a l'any. El primer cap de setmana al desembre està en coordinació amb el Festival Village Dickens. Les entrades a l'espectacle de teatre es venen durant tot l'any.

## Clima
| Paràmetres climàtics mitjans de Carlyle | Paràmetres climàtics mitjans de Carlyle | Paràmetres climàtics mitjans de Carlyle | Paràmetres climàtics mitjans de Carlyle | Paràmetres climàtics mitjans de Carlyle | Paràmetres climàtics mitjans de Carlyle | Paràmetres climàtics mitjans de Carlyle | Paràmetres climàtics mitjans de Carlyle | Paràmetres climàtics mitjans de Carlyle | Paràmetres climàtics mitjans de Carlyle | Paràmetres climàtics mitjans de Carlyle | Paràmetres climàtics mitjans de Carlyle | Paràmetres climàtics mitjans de Carlyle | Paràmetres climàtics mitjans de Carlyle |
| Mes                                     | Gen.                                    | Feb.                                    | Mar.                                    | Abr.                                    | Mai.                                    | Jun.                                    | Jul.                                    | Ago.                                    | Set.                                    | Oct.                                    | Nov.                                    | Des.                                    | Anual                                   |
| --------------------------------------- | --------------------------------------- | --------------------------------------- | --------------------------------------- | --------------------------------------- | --------------------------------------- | --------------------------------------- | --------------------------------------- | --------------------------------------- | --------------------------------------- | --------------------------------------- | --------------------------------------- | --------------------------------------- | --------------------------------------- |
| Temperatura màxima registrada °C (°F)   | −16,1 (3)                               | −12,7 (9,1)                             | −5,4 (22,3)                             | 3,9 (39)                                | 11,6 (52,9)                             | 16,4 (61,5)                             | 18,7 (65,7)                             | 17,8 (64)                               | 11,5 (52,7)                             | 4,7 (40,5)                              | −5,3 (22,5)                             | −13,7 (7,3)                             | 2,6 (36,7)                              |
| Temperatura mínima registrada °C (°F)   | −21,3 (−6,3)                            | −17,9 (−0,2)                            | −10,4 (13,3)                            | −2,4 (27,7)                             | 4,6 (40,3)                              | 9,7 (49,5)                              | 11,8 (53,2)                             | 10,6 (51,1)                             | 4,9 (40,8)                              | −1,5 (29,3)                             | −10 (14)                                | −18,5 (−1,3)                            | −3,4 (25,9)                             |
| Temperatura diària màxima °C (°F)       | 8 (46,4)                                | 13,3 (55,9)                             | 22,2 (72)                               | 33,5 (92,3)                             | 37,2 (99)                               | 40,6 (105,1)                            | 43,3 (109,9)                            | 39,5 (103,1)                            | 36,7 (98,1)                             | 32,5 (90,5)                             | 21,1 (70)                               | 17,2 (63)                               | 43,3 (109,9)                            |
| Temperatura diària mínima °C (°F)       | −10,9 (12,4)                            | −7,4 (18,7)                             | −0,3 (31,5)                             | 10,1 (50,2)                             | 18,5 (65,3)                             | 23 (73,4)                               | 25,5 (77,9)                             | 24,8 (76,6)                             | 18,1 (64,6)                             | 10,9 (51,6)                             | −0,7 (30,7)                             | −8,9 (16)                               | 8,6 (47,5)                              |
| Precipitació total mm (polzades)        | 17 (0,7)                                | 14,2 (0,6)                              | 25,5 (1)                                | 26,7 (1,1)                              | 47,4 (1,9)                              | 75,6 (3)                                | 64,4 (2,5)                              | 58,6 (2,3)                              | 48,1 (1,9)                              | 20,8 (0,8)                              | 16,1 (0,6)                              | 18 (0,7)                                | 432,4 (17)                              |
| Font: agost 2010                        |                                         |                                         |                                         |                                         |                                         |                                         |                                         |                                         |                                         |                                         |                                         |                                         |                                         |

## Persones destacades
- Brenden Morrow - jugador d'hoquei
- Eliza Beatty - Silver Cross Mother